# Burnout Crash!
Burnout Crash! – komputerowa gra wyścigowa z serii Burnout. Została wyprodukowana przez Criterion Games oraz wydana przez Electronic Arts 20 września 2011 roku.

## Rozrywka
Burnout Crash! jest grą wyścigową opartą na mechanice Crash.
Gra zawiera trzy tryby gry oraz osiemnaście skrzyżowań. W grze zawarto system Autolog, który pozwala na zbieranie informacji o wynikach gracza i porównuje je z dokonaniami znajomych gracza.
W grze znajdują się samochody sterowane przez sztuczną inteligencję. Gra ocenia zderzenia pojazdu gracza i ocenia poziom zniszczeń za co gracz otrzymuje punkty.